# حصن الزهوان
حصن الزهوان هو حصن أثري يقع في قرية الحكمان في منطقة الباحة في المملكة العربية السعودية، وكان يُستخدم في الحروب لتخزين الشعير والذرة والمؤن بصفةٍ عامةٍ.

## الموقع
يقع شمال منطقة الباحة في محافظة القرى وسط قرية الحكمان، ويتربع في أعلى جبال قرية الحكمان.